# العلاج النفسي وفقا لديناميات الحالة
العلاج النفسي وفقًا لديناميات للحالة (بالإنجليزية: Status dynamic psychotherapy)‏ «إس دي تي»: هو منهج علاج نفسي ابتكره بيتر جي أوسوريو في جامعة كولورادو في أواخر الستينيات، وهو جزء من منهج أشمل يعرف باسم «علم النفس الوصفي». يتميز بأنه لا يركز على العوامل التقليدية التي لطالما استهدفها العلاج النفسي العادي مثل سلوكيات العميل، وإدراكه، ورؤيته للعوامل اللاواعية وأنماط التفاعل مع الآخرين المهمين في حياته، بل يركز بدلاً من ذلك على إحداث تغييرات في أوضاع العملاء وحالتهم، أي المكانة التي يشغلونها وعلاقتها بكل شيء في عالمهم، بما في ذلك أنفسهم وجوانبها المختلفة. يراعي مؤيدو العلاج النفسي الديناميكي المبادئ التالية:
- لا يتعارض هذا التركيز على الحالة والعلاقات مع اتباع مدارس أخرى في العلاج النفسي.
- يمكن استخدام أفكار الحالة الدينامية هذه والاقتران معها بطريقة متكاملة.
- يمكن أن يوسّع العلاج النفسي الدينامي للحالة مدى العلاقة القائمة بين المعالج والحالة، ويمكن أيضًا أن يوسع تفسيرات المعالج السريرية للحالة (بدلًا من تبديل المنهج).

## الفكرة الرئيسة
يهتم مؤيدو منهج ديناميات الحالة بشكل مركزي بالحالة الدينامية للأشخاص -المواقع التي يشغلونها وعلاقتها بكل شيء في عالمهم- لأنهم يعتبرونها محددات حاسمة للسلوكيات التي يستطيع هؤلاء الأشخاص تنفيذها. يؤكدون أن بعض المواقع تساعد في توسيع أهلية الشخص وفرصه وأسبابه للتصرف بطرق فعالة (يطلقون عليها «إمكاناتهم السلوكية»). في حين يحد احتلال الآخرين لمثل تلك المراكز من هذه السلوكيات المحتملة. يستخدم مؤيدو المنهج لتوضيح هذه النقطة مثال التسلسلات الهرمية العسكرية، التي قد يكون الفرد فيها شخصية قيادية أو جنديًا. فكون المرء في منصب قيادي -كمنصب الفريق الأول- في التسلسل الهرمي العسكري يعطيه قوة موسعة إلى حد كبير وبالتالي فرصة أكبر لاتخاذ مجموعة من السلوكيات المحتملة. على سبيل المثال، يمكن للفريق الأول إعطاء الأوامر لأي شخص آخر تقريبًا في سلسلة القيادة، خلافًا للجندي، ويمكن أن يتمتع بمجموعة من امتيازات الضباط، وله صوت أعلى بكثير عند اتخاذ القرارات المهمة. يشير مؤيدو هذا العلاج إلى أن هذه الإمكانية السلوكية الأكبر مستقلة تمامًا عن جميع العوامل التي تستهدفها مدارس العلاج النفسي الكبرى بالتغيير، مثل المعتقدات العامة والمهارات السلوكية والدوافع والكيمياء الحيوية للعميل.
ينصب التركيز الأساسي للعلاج وفقًا لديناميات الحالة على إحداث تغيير إيجابي عن طريق «تحسين الحالة». يعني ذلك أن المعالج يحث العميل على اتخاذ مواقع أكثر قوة وتعزيزًا في حياته، وغالبًا ما يستلزم ذلك مساعدة العملاء على إدراك المواقف العلائقية التي شغلوها طوال حياتهم، لكنهم فشلوا في إدراكها واستغلالها لسبب ما. يسعى المعالجون إلى توجيه عملائهم ليخوضوا معاركهم من مواقع قيادية تمكنهم من التحكم في تلك المعارك وليس من مواقع تبعية تصعّب معاركهم، أي أن يكونوا في موضع المتحكِّم لا المُتحَكَّم به.
يتحدث أحد المعالجين بهذا العلاج فيقول إنهم يسعون لمساعدة العملاء على:
- معالجة مشاكلهم بصورة استباقية لا حين يكونون ضحايا عاجزين.
- حل هذه المشكلات بصفتهم مقبولين منطقيين، مستحضرين نقاط قوتهم ومواردهم ونجاحاتهم السابقة أثناء ذلك.
- المضي قدماً من عوالم أُعيد بناؤها، ومن أماكن داخل هذه العوالم، يكونون فيها مؤهلين وقادرين على المشاركة في الحياة بطرق هادفة مرضية.

## تطبيقات سريرية
هناك ثلاثة تطبيقات عامة لأفكار منهج ديناميات الحالة. ففي العلاج وفقًا لديناميات الحالة، يضطلع المعالج بالمهمات التالية:
إنشاء مجتمع يتكون من شخصين -العميل والمعالج- يحددان فيه مكانة العميل وحالته بصفته مؤثرًا في المشكلة التي تواجهه.
- تعيين حالة العميل على أساس بديهي.
- تعيين حالة العميل على أساس تجريبي.
- تعيين المعالج نفسه محددًا لحالة العميل

يبدأ كل علاج نفسي باللقاء بين المعالج والعميل. وإذا سارت الأمور على ما يرام، فسيتشكل نتيجة هذا الاجتماع مجتمع من شخصين -نوعًا ما- منفصلين عن المجتمع والعالم الأكبر. الغرض الأساسي من هذا المجتمع المكون من شخصين هو توفير مكان يمكن من خلاله تحسين حالة العميل حتى يصبح في موقع أقوى في حياته، ويتمكن من التغلب على المشاكل التي تواجهه. لتحقيق هذا الهدف، وتبعًا لمعايير العلاج وفقًا لديناميات الحالة، من المهم أن يكتسب المعالج القدرة على أن يكون محدد/مُعين حالة قوي في عالم العميل، ويكتسب القدرة -إذا لزم الأمر- حتى على إلغاء و/أو احتلال مكانة محددين آخرين في حياة العميل سواء كانوا أشخاصًا أم مجموعات تحط من مكانة العميل وحالته، ما تة بؤثر على فاعليته وقدرته على حل مشاكله. قد يكون أولئك الأشخاص أو المجموعات أفرادًا من العائلة أو الشريك أو جماعة الرفاق أو حتى الثقافة التي يعيش في ظلها العميل.
حسب معايير العلاج وفقًا لديناميات الحالة، من الضروري أن يرى العميل المعالج محددًا فعالًا لحالته؛ حتى يكون لذلك المجتمع العلاجي المكون من شخصين تأثيره المطلوب. تحقيقًا لهذه الغاية يؤكد مؤيدو العلاج وفقًا لديناميات الحالة أنه من الضروري أن يتصرف المعالجون بطرق تؤدي إلى تحقيق تلك الرؤية. من بين أهم الخصائص والسلوكيات التي يؤَكَّد عليها في هذا الصدد، المصداقية وأن يكون المعالج شخصًا حقيقيًا، لا متصنعًا ولا مزيفًا.

## المصداقية
إذا قبل العميلُ المعالجَ محددًا للحالة، فيجب أن يشعر العميل بمصداقية المعالج ولتحقيق هذه الغاية، من الضروري أن ينظر العميل إلى المعالج على أنه يمتلك سمتين أساسيتين: الصدق والكفاءة. لذلك على المعالجين أن يتبعوا سلوكيات معينة تعزز هاتين السمتين مثل إجراء المقابلات بمهارة، والفهم الدقيق المتعاطف لمشكلة العميل، وتقديم التفسيرات المقنعة الجذابة، والاستشهاد بالبحوث وغيرها من المؤلفات ذات الصلة، وتقديم نفسه في صورة الخبير والناجح، والتصرف باحترافية، وخلق بيئة مادية تحتوي على عناصر (مثل الكتب والدبلومات) تشير إلى الكفاءة. من ناحية أخرى على المعالج تجنب سلوكيات مثل الحط من نفسه أمام العميل، أو الظهور بمظهر مبالغ في الحيرة والتردد، أو عرض نظريات غريبة غير مقنعة للعميل، أو الكذب، أو التصرف بعدم احترافية.

### المعالج بصفته شخصً حقيقيًا
من الضروري أن يرى العملاء معالجيهم كأفراد قادرين ومستعدين للإعلان عن آرائهم الحقيقية تجاه المواقف المختلفة، وإبداء الموافقة أو الرفض بوضوح، واختيار التعاون أو المواجهة، ووضع قيود لنفسه واحترام الذات بشأن ما سوف يفعله أو لن يفعله فيما يتعلق بالعميل. عندما يكون هذا غائبًا (أي عندما يرى المريض أن المعالِج لطيف مجامل طوال الوقت ولا يبدي ردات فعل صريحة واضحة قاطعة)؛ فلن يرى العميل المعالج محددًا قويًا لحالته.

### تعيين الحالة على أساس بديهي: العلاقة العلاجية
يقول مؤيدو العلاج إنه في الحياة العادية نحدد الحالات (المواقف العلائقية) على أساس الملاحظة. يرى أحدهم امرأة -مثلاً- ويبدأ بملاحظة الحالة الخاصة بها، فهي زوجة، ومعلمة، وتحاول الحصول على اهتمام زوج لامبالٍ، وناقدة عتيدة لذاتها، وصانعة سلام في عائلتها. في العلاج وفقًا لديناميات الحالة، تُحَدَّد الحالات على أساس بديهي مثلما يحدث في النظام القضائي مثلاً حين تعتبر هيئة المحلفين المدعى عليه -قبل تقديم أي دليل- «بريئًا حتى تثبت إدانته» وليس على أساس الملاحظة. مثال آخر من المجال السريري يأتي من أعمال كارل روجرز، الذي عامل جميع عملائه بصفتهم أشخاصَا «مقبولين دون قيد أو شرط» ولم يعطهم تلك الحالة وفقًا لملاحظته بل على أساس بديهي وعاملهم دومًا بصفتهم أشخاصًا مقبولين دون قيد أو شرط.